# Bernard King (1981)
Victor Bernard King jr. (Gibsland, 24 luglio 1981) è un ex cestista statunitense, professionista nella NBDL, in Turchia, Francia, Israele, Cipro, Lettonia, Russia e Ucraina.

## Palmarès
- Campionato lettone: 1

Ventspils: 2008-09